# Glyptotendipes anomalus
Glyptotendipes anomalus är en tvåvingeart som först beskrevs av Jean-Jacques Kieffer 1924.  Glyptotendipes anomalus ingår i släktet Glyptotendipes och familjen fjädermyggor.
Artens utbredningsområde är Tyskland. Inga underarter finns listade i Catalogue of Life.